# حامول إفريقي
حامول أفريقي (الاسم العلمي:Cuscuta africana) هو نوع من النباتات يتبع جنس الحامول من الفصيلة المحمودية.